# Liolaemidae
Die Liolaemidae sind eine Familie der Leguanartigen (Iguania). Sie kommen in Südamerika von den Anden Perus und Bolivien über Chile bis nach Feuerland vor. Es gibt drei Gattungen Ctenoblepharys, die monotypisch ist, Liolaemus mit 273 Arten und Phymaturus mit 47 beschriebenen Arten.
Von den Liolaemus-Arten leben allein in Argentinien 165 und 109 in Chile, Liolaemus magellanicus kommt auf Feuerland vor und ist damit die am weitesten südlich verbreitete Echse der Welt. Liolaemus-Arten kommen in jedem Habitat des südlichen Südamerika vor und dominieren vielerorts die Echsenfauna. Einige Arten besiedeln auch sehr großen Höhen. Liolaemus lutzae lebt in einem 200 km langen und 50 bis 100 Meter breiten Streifen direkt an der Meeresküste in der Nähe von Rio de Janeiro und ist gefährdet. Die in gebirgigen Regionen, in großen Höhen lebenden Arten vermehren sich vivipar, die übrigen legen Eier.

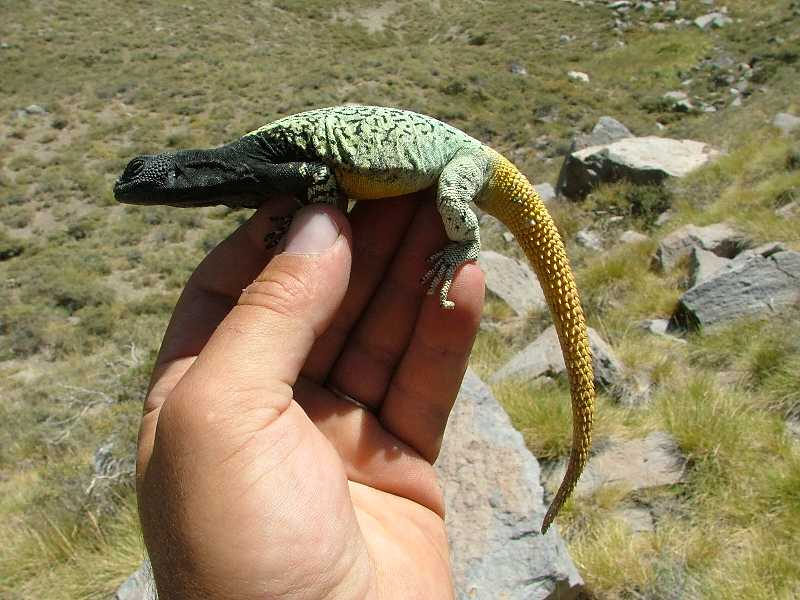
Phymaturus verdugo

Die Phymaturus-Arten sind robust gebaute Echsen, die in ihrem äußeren Erscheinungsbild den nordamerikanischen Chuckwallas ähneln. Sie haben abgeflachte Körper, sind territorial, ernähren sich herbivor und sind vivipar. Die Gattung lässt sich in zwei Kladen unterteilen, eine, die vor allem im nördlichen Verbreitungsgebiet der Gattung lebende Arten enthält, die in höheren Regionen leben (bis 4800 Metern) und eine Klade patagonischer Arten, die nur unterhalb von 2000 Metern Höhe vorkommt.
Die Familie wurde früher als Unterfamilie zu den Tropiduridae gezählt und 2001 in den Rang einer Familie erhoben.